# قمل ماص
القمل الماص أو العزالى أو عديمات الذنب أو أنوبلورا (الاسم العلمي: Anoplura)، (المعروف سابقا باسم الثواعب (Siphunculata))، لديها حوالي 500 نوع وتمثل أصغر رتيبتين من القمل. خلافا لشبه العرق القمل القارض التي تنقسم إلى ثلاثة رتيبات، فإن القمل الماص أحادية العرق.